# Margarito Teves

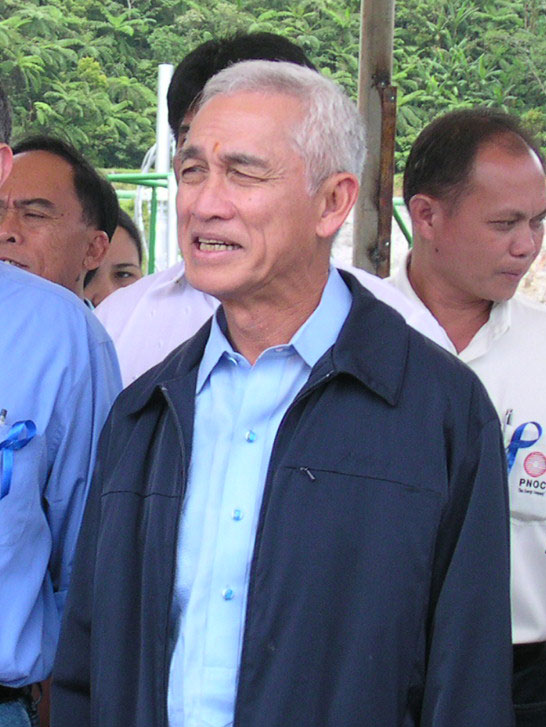
Margarito Teves (2005)

Margarito „Gary“ B. Teves (* 1. August 1943) ist ein philippinischer Politiker.

## Biografie
Nach dem Schulbesuch studierte er zunächst an der Universität Complutense Madrid und schloss dieses Studium 1961 mit einem Bachelor of Arts (B.A.) ab. Im Anschluss absolvierte er ein Postgraduiertenstudium am University of London College, das er 1965 mit einem Diplom in Wirtschaftsstudien abschloss. Danach absolvierte er ein weiteres Postgraduiertenstudium am Williams College in Massachusetts, USA und erwarb dort 1968 einen Master of Science (M.Sc.) in Entwicklungsökonomie.
Margarito Teves war Präsident der Philippinischen Wirtschaftsgesellschaft (Philippine Economic Society), Mitglied des Makati Business Club, Gründer der Gemeinschaftlichen Planungsgesellschaft (Corporate Planning Society of the Philippines) sowie Treuhänder (Trustee) der Philippine Futuristics Society.
Teves begann seine politische Laufbahn im Juli 1987 mit der Wahl zum Abgeordneten des Repräsentantenhauses (Kapulungán ng mgá Kinatawán ng Pilipinas or Mababang Kapulungan ng Kongreso). In diesem vertrat er bis Juni 1998 die Interessen des Wahlbezirk III (3rd District) der Provinz Negros Oriental. Nachfolger als Abgeordneter wurde sein Vater Herminio Teves, der bereits zwischen 1970 und 1972 Mitglied des Repräsentantenhauses war.
Während seiner Mitgliedschaft im Repräsentantenhaus war er Vorsitzender der Ausschüsse für Ländliche Entwicklung und für Wirtschaftliche Angelegenheiten sowie mehrerer anderer Ständiger Ausschüsse und Sonderausschüsse.
Als Abgeordneter war er Initiator mehrerer wichtiger Gesetze im Bereich Finanzwesen und Wirtschaft. Dazu gehörten die Liberalisierung des Eintritts und der Erweiterung der Geschäftstätigkeit von ausländischen Banken in den Philippinen (Republic Act 7221), die sogenannte Magna Charta für Kleinunternehmen (Republic Act 6911) sowie der Gesetzesnovelle bezüglich Patenten, Markenrechten sowie dem Urheberrecht (Republic Act 8293). Daneben brachte er einen Entwurf zur Novellierung des Nationalen Einkommensteuerrechts (National Internal Revenue Code) sowie zur Gründung des sogenannten Overseas Investment Fund ein, das Anreize für die Bereitstellung ausländischer Arbeitskräfte sowie zur Reduzierung von Auslandsschulden beitragen sollte.
Außerdem war er einer der Initiatoren des neuen Gesetzes für die Zentralbank (Bangko Sentral ng Pilipinas) (Republic Act 7653), des Gesetzes zur Bildung der Kooperativen Entwicklungsbehörde (Cooperative Development Authority) (Republic Act 6939) und des Gesetzes zur Umstrukturierung der Verbrauchssteuer auf Erdölprodukte (Republic Act 8184).
Zwischen Juli 1998 und August 2000 war er Vorsitzender und Chief Executive Officer (CEO) der Wirtschaftsförderungsagentur Think Tank, Inc.
Am 1. September 2000 übernahm er das Amt des Präsidenten und CEO der Land Bank of the Philippines, der viertgrößten Bank der Philippinen und zugleich größten Bank im Staatsbesitz. Zugleich war er Vorstandsvorsitzender der Tochterunternehmen People’s Credit and Finance Corporation sowie der Philippine Crop Insurance Corporation. Darüber hinaus war Mitglied des Rates der Nationalen Ernährungsbehörde (National Food Authority), der Food Terminal Inc. sowie Vorstandsmitglied der Manila Electric Company (Meralco) und PhilEquity Incorporated.
Margarito Teves wurde am 12. Juli 2005 von Präsidentin Gloria Macapagal-Arroyo als Finanzminister (Secretary of Finance) in ihr Kabinett berufen und gehört diesem seitdem an.
2009 wurde er von dem in London erscheinenden Wirtschaftsmagazin „The Banker“ zum „Besten Finanzminister Asiens“ gewählt.